# James Nicholson (psalmförfattare)
James Nicholson, född 1828 i Irland, död 6 november 1876 i Washington, D.C., var en amerikansk metodistpastor och psalmförfattare under 1800-talet.

## Psalmer
- Ack Jesu! Jag längtar att helt blifwa din nr 40 i Sånger till Lammets lof 1877, nr 129 i Svensk söndagsskolsångbok 1908 översatt av Erik Nyström. Finns på Wikisource.
- Har du hört om min Faders hus nr 765 i Svenska Missionsförbundets sångbok 1920 översatt av Erik Nyström.
- O Jesus, jag längtar bli fullkomligt ren Finns på Wikisource.